# Плезант-Валли (тауншип, Миннесота)
Плезант-Валли (англ. Pleasant Valley) — тауншип в округе Моуэр, Миннесота, США. На 2000 год его население составило 308 человек.

## География
По данным Бюро переписи населения США площадь тауншипа составляет 78,0 км², из которых 78,0 км² занимает суша, водоёмов нет.

## Демография
По данным переписи населения 2000 года здесь находились 308 человек, 100 домохозяйств и 75 семей.  Плотность населения —  3,9 чел./км².  На территории тауншипа расположено 104 постройки со средней плотностью 1,3 построек на один квадратный километр. Расовый состав населения: 97,40 % белых и 2,60 % приходится на две или более других рас. Испанцы или латиноамериканцы любой расы составляли 0,65 % от популяции тауншипа.
Из 100 домохозяйств в 43,0 % воспитывались дети до 18 лет, в 70,0 % проживали супружеские пары, в 2,0 % проживали незамужние женщины и в 25,0 % домохозяйств проживали несемейные люди. 19,0 % домохозяйств состояли из одного человека, при том 8,0 % из — одиноких пожилых людей старше 65 лет. Средний размер домохозяйства — 3,08, а семьи — 3,67 человека.
38,3 % населения — младше 18 лет, 4,2 % — в возрасте от 18 до 24 лет, 29,5 % — от 25 до 44, 18,8 % — от 45 до 64, и 9,1 % — старше 65 лет. Средний возраст — 32 года. На каждые 100 женщин приходилось 100,0 мужчин.  На каждые 100 женщин старше 18 приходилось 106,5 мужчин.
Средний годовой доход домохозяйства составлял 46 250 долларов, а средний годовой доход семьи —  48 750 долларов. Средний доход мужчин —  35 865  долларов, в то время как у женщин — 20 313. Доход на душу населения составил 14 242 доллара. За чертой бедности находились 2,6 % семей и 3,0 % всего населения тауншипа, из которых 4,3 % младше 18 лет.